# Ashlakka

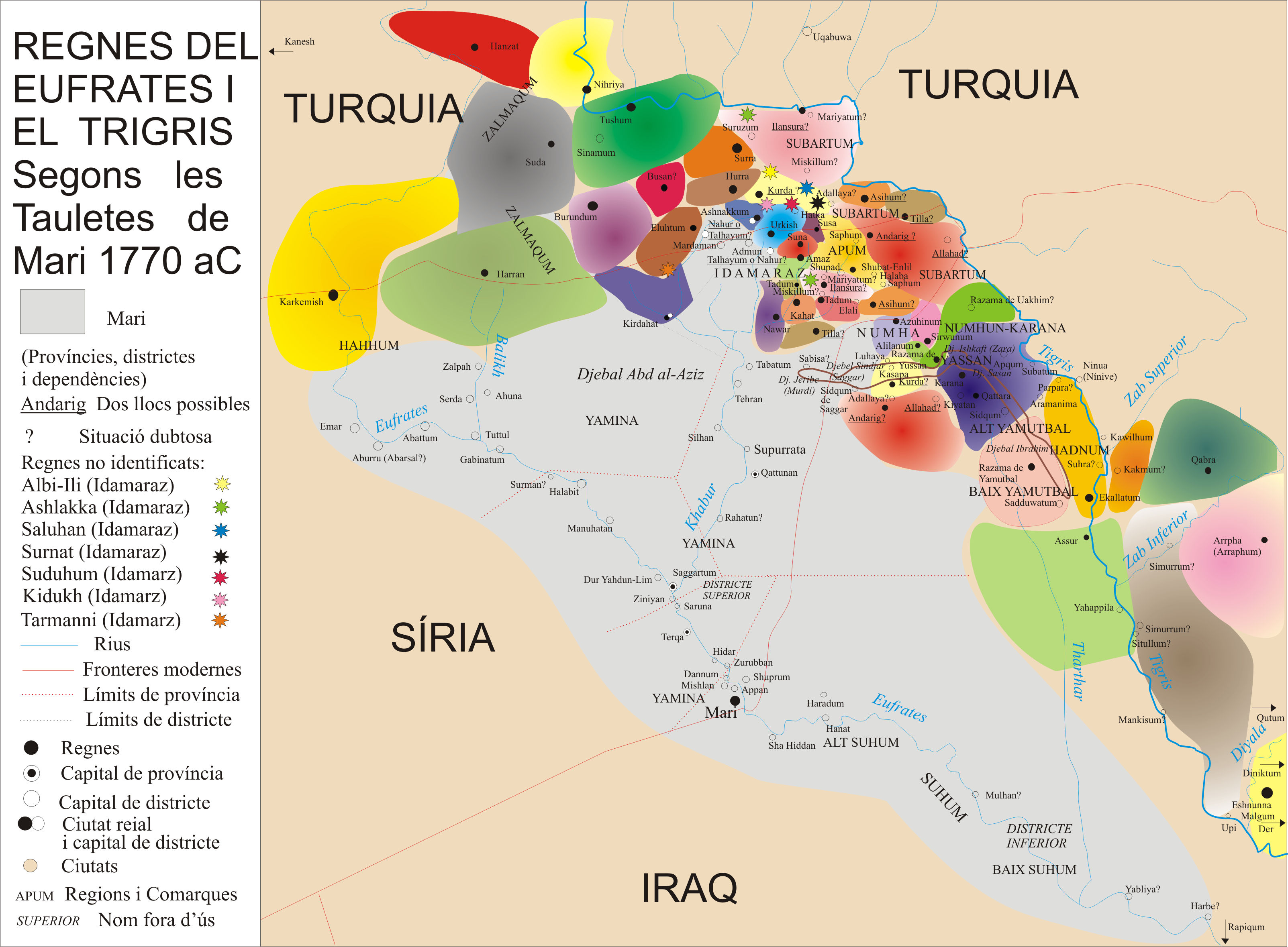
Mapa

Ashlakka (o Ašlakkâ, transliterat Aixlakka) fou una ciutat estat i regne a Mesopotàmia, de localització desconeguda a la regió d'Idamaraz (Ida-Maraṣ). Als seus habitants se'ls anomena com ashlakkeus (aslaqueus o aixlaqueus).
Fou conquerida per Zimrilim de Mari el 1772 aC, segons resulta de les tauletes de Mari, sent aleshores el rei derrotat Šadûm-adal. El 1271 aC el rei de Mari tornava a ser a la zona, be perquè no havia quedar sotmesa o be per reunir forces per fer front a la invasió d'Eshnunna del Suhum (1272 aC) (es podrien haver mobilitzat fins a 30.000 homes, però no es probable que passessin de 5000) i ara començaven a envair l'alta Mesopotàmia oriental (Subartum i Apum). La batalla final es va lliurar prop d'Andarig i Zimrilin va obtenir la victòria.
El nou rei sota Zimrilim fou Ibal-Addu, que suposadament depenia d'Haya-Samu d'Ilansura; va fer diverses aliances en la zona de l'Ida-Maraṣ i especialment va intentar atreure a Sammetar d'Ashnakkum per fer aliança amb Ilansura. Va també convèncer el rei d'Ilansura de no aliar-se amb els elamites. Eshnunna i Elam van començar hostilitats vers el 1768 aC el que va permetre a Mari controlar la ruta de l'estany; Elam tenia certa preeminència sobre Mari i la va exigir un cos expedicionari per ajudar-lo contra Eshnunna, que fou enviat segurament a la tornada de l'expedició mariota contra Hušlâ (al nord-est de l'alta Mesopotàmia) formar per dos mil homes de Mari (més tres o quatre mil babilonis). Una important batalla es va lliurar a la vora del Tigris, al pas (gué) de Mankisûm, al que va seguir després el setge d'Eshnunna que va començar el dia 21 d'un mes i any no determinats (segurament 1766 aC); en l'operació va participar el general mariota bensimalita Yasîm-Dagan però estava dirigida pel general Ibâl-pî-El al front de contingents mariotes i babilonis. El seu camí fou des de Sindjar (Andarig, Kurdâ), a Šubat-Enlil, Lazapat, regne d'Ekallâtum (Aššur, Ekallâtum, Šitullum) és a dir totes les zones controlades pels elamites. L'expedició va fracassar i no va aconseguir dominar la ciutat.
Mentre durava el setge Zimrilin va marxar amb totes les seves tropes cap a l'oest en diecció a Yamkhad (Àlep). La conquesta d'Ešnunna pels elamites vers el 1766 aC explicaria perquè els elamites dirigits per Atamrum rei d'Atarig, van poder assetjar la vila de Razamâ del Yussân (que no van poder ocupar); aleshores Zimrilim estava encara a la vora de la mar Mediterrània. L'amenaça elamita el va obligar a tornar corrent al seu país. Llavors va començar la guerra contra Elam. La gran batalla de Hirîtum (1765 aC) entre mariotes i babilonis d'un costat i els elamites (amb ajut de tropes d'Eshnunna), fou decisiva. Hiritum estava situada al canal Irnina, prop de Sippar, una vila important de Babilònia; la situació babilònia era difícil, però van derrotar completament els elamites que es van haver de retirar posant-se fi a la seva expansió. La retirada es va fer cap a Kakkulâtum (propera al Tigris) i després cap al pas de Mankisûm, des de on pensaven atacar Ekallâtum, però finalment van retornar a Ešnunna, abans de retirar-se cap a Elam. Vers el 1763 aC els babilonis tenien uns 20000 homes a l'altra Mesopotàmia i van ocupar el regne de Razama de Yussan o Yassan (el domini del qual per Eshnunna havia estat clau uns anys abans per dominar l'alta Mesopotàmia, mentre que els elamites no l'havien pogut dominar per la resistència del rei Šarraya i no van poder controlar la zona). En aquest mateix any els babilonis es van apoderar de Burundum, Zalmaqum i altres regnes mentre al sud els babilones també van ocupar Larsa, clau pel domini de la Baixa Mesopotàmia. Aquestes tropes babilonies conqueriran Mari entre 1761 i 1759 aC.
Durant la campanya elamita després del 1766 aC, el rei Ibal-Addu va demanar ajut de Zimrilim de Mari, que no va poder fer res, ja que estava absent a l'oest. Ibal-Addu estava al costat de Haya-Samu d'Ilansua en la lluita contra Ashkur-Addu de Karana.
Vers el 1767 aC o poc abans, Ibâl-Addu es va casar amb la reina vídua de Zalluhan, Inib-šarri, filla de Zimrilim. Les relacions del matrimoni es van deteriorar i la reina va agafar partit contra el seu marit. Ibâl-Addu va organitzar una revolta contra el seu sogre. Aquest va enviar tropes, va prendre el palau reial i va deportar a la família reial (1763 aC). Ibâl-Addu va intentar resistir a les muntanyes durant uns mesos però va acabar derrotat (1762 aC). El regne fou suprimit (vegeu detallada explicació a l'article Zalluhan)